# Golden State Warriors 2019-2020
La stagione 2019-2020 dei Golden State Warriors è stata la 74ª stagione della franchigia nella NBA.
L'11 marzo 2020, la stagione NBA è stata interrotta per via della pandemia di COVID-19, dopo che il giocatore degli Utah Jazz Rudy Gobert è stato trovato positivo al virus.
Il 4 giugno, gli Warriors, con la decisione da parte del NBA di terminare la stagione, non riescono a far parte delle 22 squadre qualificate e ancora in lotta per i playoff. 

## Maglie
Lo Sponsor tecnico, come per tutte le squadre NBA, è Nike, mentre Rakuten è l'unico sponsor sulla canotta. 
| Bianca | Blu | Nera | City edition |

## Draft
| Giro | Scelta | Giocatore     | Ruolo | Nazionalità | Università/Squadra  |
| ---- | ------ | ------------- | ----- | ----------- | ------------------- |
| 1    | 28     | Jordan Poole  | G     | Stati Uniti | Michigan Wolverines |
| 2    | 41     | Eric Paschall | AG    | Stati Uniti | Villanova Wildcats  |
| 2    | 58     | Miye Oni      | G     | Stati Uniti | Yale Bulldogs       |

## Roster
| \| Pos. \| Num. \| Naz. \| Nome \| Altezza \| Peso \| Data nascita \| Provenienza \| \| ---- \| ---- \| ------------------------------------------- \| ---------------- \| ------- \| ------ \| ------------ \| ---------------- \| \| G \| 1 \| Stati Uniti (bandiera) \| Lee, Damion \| 198 cm \| 95 kg \| 21-10-1992 \| Louisville \| \| G \| 3 \| Stati Uniti (bandiera) \| Poole, Jordan \| 193 cm \| 88 kg \| 19-06-1999 \| Michigan \| \| AG \| 6 \| Serbia (bandiera) \| Smailagić, Alen \| 208 cm \| 98 kg \| 18-08-2000 \| Serbia \| \| P \| 30 \| Stati Uniti (bandiera) \| Curry, Stephen \| 191 cm \| 86 kg \| 14-03-1988 \| Davidson \| \| AG \| 7 \| Stati Uniti (bandiera) \| Paschall, Eric \| 198 cm \| 116 kg \| 04-11-1996 \| Villanova \| \| AG \| 23 \| Stati Uniti (bandiera) \| Green, Draymond \| 201 cm \| 104 kg \| 04-03-1990 \| Michigan State \| \| P \| 12 \| Stati Uniti (bandiera) \| Bowman, Ky \| 185 cm \| 85 kg \| 17-06-1997 \| Boston College \| \| G \| 15 \| Canada (bandiera) \| Mulder, Mychal \| 191 cm \| 83 kg \| 12-06-1994 \| Kentucky \| \| AP \| 22 \| Canada (bandiera) \| Wiggins, Andrew \| 203 cm \| 92 kg \| 23-02-1995 \| Kansas \| \| AG/C \| 5 \| Stati Uniti (bandiera) \| Looney, Kevon \| 206 cm \| 100 kg \| 06-02-1996 \| UCLA \| \| AG \| 32 \| Stati Uniti (bandiera) \| Chriss, Marquese \| 206 cm \| 109 kg \| 02-07-1997 \| Washington \| \| AP \| 95 \| Stati Uniti (bandiera) · Messico (bandiera) \| Toscano, Juan \| 198 cm \| 98 kg \| 10-04-1993 \| Marquette \| \| G \| 11 \| Stati Uniti (bandiera) \| Thompson, Klay \| 201 cm \| 98 kg \| 08-02-1990 \| Washington State \| | Allenatore - Steve Kerr Assistente/i - Ron Adams - Jarron Collins - Mike Brown - Chris DeMarco - Bruce Fraser - Willie Green Legenda - (C) Capitano - (FA) Free agent - (S) Sospeso - (GL) Assegnato a squadra G League affiliata - (TW) Contratto Two-way - Infortunato Roster • Transazioni · Ultima transazione: 27 febbraio 2020 |                                             |                  |         |        |              |                  |
| Pos. | Num. | Naz.                                        | Nome             | Altezza | Peso   | Data nascita | Provenienza      |
| G | 1 | Stati Uniti (bandiera)                      | Lee, Damion      | 198 cm  | 95 kg  | 21-10-1992   | Louisville       |
| G | 3 | Stati Uniti (bandiera)                      | Poole, Jordan    | 193 cm  | 88 kg  | 19-06-1999   | Michigan         |
| AG | 6 | Serbia (bandiera)                           | Smailagić, Alen  | 208 cm  | 98 kg  | 18-08-2000   | Serbia           |
| P | 30 | Stati Uniti (bandiera)                      | Curry, Stephen   | 191 cm  | 86 kg  | 14-03-1988   | Davidson         |
| AG | 7 | Stati Uniti (bandiera)                      | Paschall, Eric   | 198 cm  | 116 kg | 04-11-1996   | Villanova        |
| AG | 23 | Stati Uniti (bandiera)                      | Green, Draymond  | 201 cm  | 104 kg | 04-03-1990   | Michigan State   |
| P | 12 | Stati Uniti (bandiera)                      | Bowman, Ky       | 185 cm  | 85 kg  | 17-06-1997   | Boston College   |
| G | 15 | Canada (bandiera)                           | Mulder, Mychal   | 191 cm  | 83 kg  | 12-06-1994   | Kentucky         |
| AP | 22 | Canada (bandiera)                           | Wiggins, Andrew  | 203 cm  | 92 kg  | 23-02-1995   | Kansas           |
| AG/C | 5 | Stati Uniti (bandiera)                      | Looney, Kevon    | 206 cm  | 100 kg | 06-02-1996   | UCLA             |
| AG | 32 | Stati Uniti (bandiera)                      | Chriss, Marquese | 206 cm  | 109 kg | 02-07-1997   | Washington       |
| AP | 95 | Stati Uniti (bandiera) · Messico (bandiera) | Toscano, Juan    | 198 cm  | 98 kg  | 10-04-1993   | Marquette        |
| G | 11 | Stati Uniti (bandiera)                      | Thompson, Klay   | 201 cm  | 98 kg  | 08-02-1990   | Washington State |

## Classifiche

### Pacific Division
| Pacific Division  | Pacific Division | Pacific Division | Pacific Division | Pacific Division | Pacific Division | Pacific Division | Pacific Division | Pacific Division |
| Squadra           | V                | S                | V%               | PR               | Casa             | Trasf            | Div              | PG               |
| ----------------- | ---------------- | ---------------- | ---------------- | ---------------- | ---------------- | ---------------- | ---------------- | ---------------- |
| c – L.A. Lakers   | 52               | 19               | .732             | 0,0              | 25–10            | 27–9             | 10–3             | 71               |
| x – L.A. Clippers | 49               | 23               | .681             | 3,5              | 27–9             | 22–14            | 8–6              | 72               |
| Phoenix Suns      | 34               | 39               | .466             | 19,0             | 17–22            | 17–17            | 6–9              | 73               |
| Sacramento Kings  | 31               | 41               | .431             | 21,5             | 16–19            | 15–22            | 8–5              | 72               |
| G.S. Warriors     | 15               | 50               | .231             | 34,0             | 8–26             | 7–24             | 2–11             | 65               |

### Western Conference
| Western Conference | Western Conference      | Western Conference | Western Conference | Western Conference | Western Conference | Western Conference |
| #                  | Squadra                 | V                  | S                  | V%                 | PR                 | PG                 |
| ------------------ | ----------------------- | ------------------ | ------------------ | ------------------ | ------------------ | ------------------ |
| 1                  | c – L.A. Lakers *       | 52                 | 19                 | .732               | –                  | 71                 |
| 2                  | x – L.A. Clippers       | 49                 | 23                 | .681               | 3,5                | 72                 |
| 3                  | y – Denver Nuggets *    | 46                 | 27                 | .630               | 7,0                | 73                 |
| 4                  | y – Houston Rockets *   | 44                 | 28                 | .611               | 8,5                | 72                 |
| 5                  | x – Oklahoma Thunder    | 44                 | 28                 | .611               | 8,5                | 72                 |
| 6                  | x – Utah Jazz           | 44                 | 28                 | .611               | 8,5                | 72                 |
| 7                  | x – Dallas Mavericks    | 43                 | 32                 | .573               | 11,0               | 75                 |
| 8                  | v – Portland T. Blazers | 35                 | 39                 | .473               | 18,5               | 74                 |
|                    |                         |                    |                    |                    |                    |                    |
| 9                  | v – Memphis Grizzlies   | 34                 | 39                 | .466               | 19,0               | 73                 |
| 10                 | Phoenix Suns            | 34                 | 39                 | .466               | 19,0               | 73                 |
| 11                 | San Antonio Spurs       | 32                 | 39                 | .451               | 20,0               | 71                 |
| 12                 | Sacramento Kings        | 31                 | 41                 | .431               | 21,5               | 72                 |
| 13                 | N.O. Pelicans           | 30                 | 42                 | .417               | 22,5               | 72                 |
| 14                 | Minnesota T'wolves      | 19                 | 45                 | .297               | 29,5               | 64                 |
| 15                 | G.S. Warriors           | 15                 | 50                 | .231               | 34,0               | 65                 |

## Mercato

### Free Agency

#### Acquisti
| Data       | Giocatore           | Contratto             | Provenienza         |
| ---------- | ------------------- | --------------------- | ------------------- |
| 08/07/2019 | Willie Cauley-Stein | 2 anni – $4.4 milioni | Sacramento Kings    |
| 09/07/2019 | Glenn Robinson      | 2 anni - $3.9 milioni | Detroit Pistons     |
| 11/07/2019 | Alec Burks          | 1 anno - $1.6 milioni | Sacramento Kings    |
| 31/07/2019 | Ky Bowman           | Two-Way               | Boston C. Eagles    |
| 30/08/2019 | Marquese Chriss     | 1 anno - $1.6 milioni | Cleveland Cavaliers |
| 09/09/2019 | Juan Toscano        | 3 anni - $3.6 milioni | S.C. Warriors       |
| 10/02/2020 | Zach Norvell        | 10 giorni             | South Bay Lakers    |
| 10/02/2020 | Jeremy Pargo        | 10 giorni             | S.C. Warriors       |
| 23/02/2020 | Dragan Bender       | 10 giorni             | Milwaukee Bucks     |
| 27/02/2020 | Mychal Mulder       | 3 anni - $3,4 milioni | S. Falls Skyforce   |
| 03/03/2020 | Chasson Randle      | 10 giorni             | Tianjin Pioneers    |

#### Cessioni
| Giocatore        | Motivo     | Nuova squadra       |
| ---------------- | ---------- | ------------------- |
| Quinn Cook       | Rilasciato | L.A. Lakers         |
| Demarcus Cousins | Rilasciato | L.A. Lakers         |
| Shaun Livingston | Tagliato   | Ritiro              |
| Jordan Bell      | Rilasciato | Minnesota T'wolves  |
| Jonas Jerebko    | Rilasciato | Chimki              |
| Alfonzo McKinnie | Tagliato   | Cleveland Cavaliers |

### Scambi
| 7 luglio 2019   | G.S. WarriorsJulian Washburn | Memphis GrizzliesAndre Iguodala Scelta 1º giro Draft 2024 Cash consideration |
| 7 luglio 2019   | G.S. WarriorsD'Angelo Russell Shabazz Napier Treveon Graham                                                                     | Brooklyn NetsKevin Durant Scelta 1º giro Draft 2020                          |
| 8 luglio 2019   | G.S. WarriorsDraft rights per Lior Eliyahu (2006 #44)                                                                           | Minnesota T'wolvesTreveon Graham Shabazz Napier                              |
| 8 luglio 2019   | G.S. WarriorsOmari Spellman | Atlanta HawksDamian Jones Scelta 2º giro Draft 2026                          |
| 25 gennaio 2020 | G.S. WarriorsScelta 2º giro Draft 2020                                                                                          | Dallas MavericksWillie Cauley-Stein                                          |
| 6 febbraio 2020 | G.S. WarriorsAndrew Wiggins Scelta 1º giro Draft 2021 Scelta 2º giro Draft 2020                                                 | Minnesota T'wolvesJacob Evans D'Angelo Russell Omari Spellman                |
| 6 febbraio 2020 | G.S. WarriorsScelta 2º giro Draft 2020 (da Dallas) Scelta 2º giro Draft 2021 (da Denver) Scelta 2º giro Draft 2022 (da Toronto) | Philadelphia 76ersAlec Burks Glenn Robinson                                  |